# Paremonia multistrigata
Paremonia multistrigata là một loài bướm đêm thuộc phân họ Arctiinae, họ Erebidae.